# راسيل إس. دراغو
راسيل إس. دراغو (بالإنجليزية: Russell S. Drago)‏ هو كيميائي أمريكي، ولد في 5 نوفمبر 1928 في مونتاغو في الولايات المتحدة، وتوفي في 5 ديسمبر 1997 في فلاغلر بيتش في الولايات المتحدة.